# La Ràpita (kommun)
Sant Carles de la Ràpita är en kommun i Spanien.   Den ligger i provinsen Província de Tarragona och regionen Katalonien, i den östra delen av landet, 400 km öster om huvudstaden Madrid. Antalet invånare är 15 232. Arean är 54 kvadratkilometer. Sant Carles de la Ràpita gränsar till Amposta, Freginals och Alcanar. 
Terrängen i Sant Carles de la Ràpita är huvudsakligen platt, men västerut är den kuperad.